# كنديون
الكنديون (مفرد ذكر كندي؛ مفرد مؤنث كندية؛ (بالفرنسية: Canadiens)‏) هم الأفراد التابعين بالجنسية لدولة كندا. قد تكون هذه الصلة ناتجة عن الإقامة بها أو قانونية أو تاريخية أو ثقافية. بالنسبة لغالبية الكنديين يتواجد العديد من أنواع هذه الصلات (إذا لم تكن جميعها) وهي تعد مصدر كونهم كنديين.
وصل تعداد السكان الأصليين وفقًا للتعداد السكاني لكندا في عام 2011 إلى 1,400,685 أو 4.3% من التعداد الكلي للدولة. تتكون غالبية السكان من المهاجرين من العالم القديم وسلالاتهم. بعد مرور الفترة الأولية للسلطة الفرنسية والفترة التالية الأطول للاستعمار البريطاني، استمر وصول موجات (أو ذروات) مختلفة من الهجرة والاستيطان لأفراد من غير السكان الأصليين على مدار قرنين تقريبًا وحتى الآن. ولقد اجتمعت العديد من عناصر العادات والتقاليد الأصلية والفرنسية والإنجليزية وتلك الخاصة بالمهاجرين الجدد، كذلك اللغات والديانات لتشكل الثقافة الكندية وبذلك الهوية الكندية. تأثرت كندا تأثرًا شديدًا بجارتها اللغوية والجغرافية والاقتصادية، الولايات المتحدة.
إن الاستقلال الكندي عن بريطانيا العظمى حدث تدريجيًا على مدار السنوات منذ تكوين الكونفيدرالية الكندية في عام 1867. وقد أدت الحرب العالمية الأولى والحرب العالمية الثانية خاصة إلى رغبة عند الكنديين في أن تصبح دولتهم معترفًا بها كدولة ذات سيادة مستقلة تمامًا وذات مواطنة منفردة. ولقد اكتسب الاستقلال التشريعي مع قانون ويستمنستر 1931، وبدأ تنفيذ قانون المواطنة الكندية لعام 1946 في 1 يناير 1947، وتم تحقيق السيادة المستقلة مع توطين الدستور في 1982. ولقد عكس قانون الجنسية الكندية ذلك المطبق في المملكة المتحدة. ويعكس التشريع منذ منتصف القرن العشرين التزام الكنديين بالتعددية الثقافية والتطور الاقتصادي والاجتماعي.

## التجمع السكاني
يشكل الكنديين 0.5% من تعداد السكان في العالم،2010 حيث اعتمدوا على الهجرة كوسيلة لزيادة نسبة السكان والتطور الاجتماعي. وحوالي 41% من سكان كندا الحاليين هم مهاجرون من الجيل الأول أو الثاني؛ وذلك يعني أن اثنين من كل خمسة كنديين يعيشون حاليًا في كندا لم يولدوا بالفعل في الدولة. وتقول إحصائيات كندا إنه بحلول عام 2031، سيكون تقريبًا نصف السكان أكبر من 15 عامًا مولودين بالخارج أو أحد والديهم مولود بالخارج.